# Нехаленния

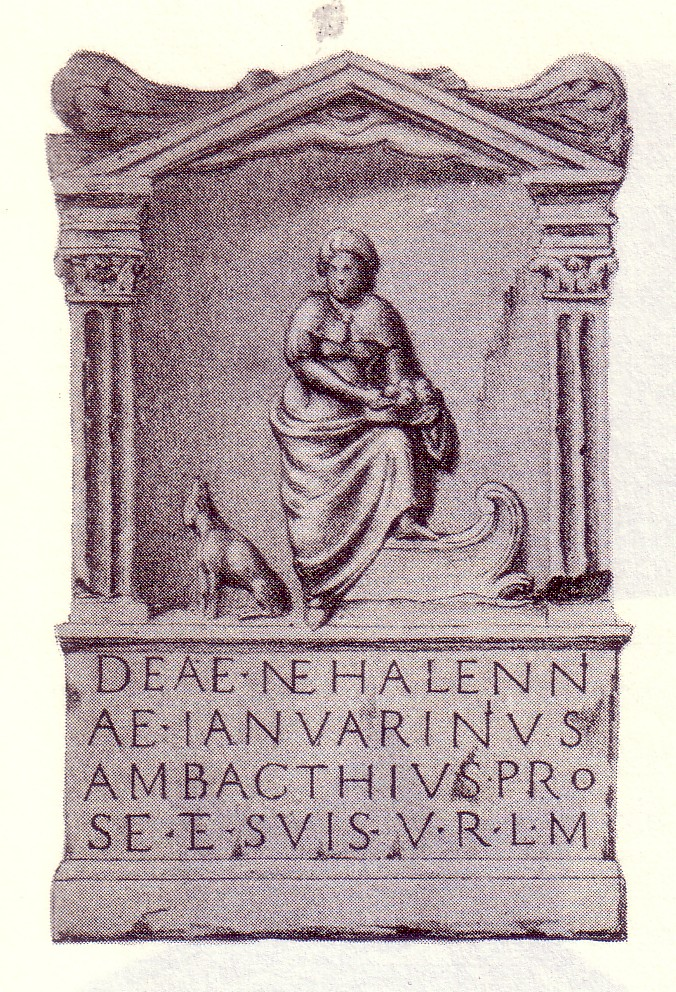
Алтарь Нехаленнии в Домбурге, провинция Зеландия, Нидерланды. Слева от богини — собака, в руках она держит корзину яблок.

Нехаленния (Nehalennia) — языческая богиня неизвестного происхождения. Различные историки приписывали ей как германское, так и кельтское происхождение, поскольку этимология её имени неясна. Культ Нехаленнии засвидетельствован вотивными дарами, обнаруженными на территории нидерландской провинции Зеландия, в месте впадения реки Рейн в Северное море. Культ богини впервые засвидетельствован памятниками II века до н. э. и существовал как минимум до II—III вв. н. э.
Нехаленния упоминается в 28 надписях, открытых в нидерландском городе Домбург, примерно таком же количестве надписей, открытых в 1971—1972 в городе Колейнсплаат, а также двух других, найденных в окрестностях Кёльна в Германии. В августе 2005 года копия храма Нехаленнии была открыта в нидерландском городе Колейнсплаат невдалеке от руин утраченного города Гануэнты. Астероид 2462, или 6578 P-L, назван в честь этой богини. Также в честь неё получил название род стрекоз из семейства стрелки.

## Этимология
Имя Нехаленния — это латинская транслитерация (Nehalennia) имени из какого-то местного языка, возможно, искажённое. Ни одна из предложенных этимологий, включая кельтские и германские, не является общепризнанной. Сравнивая её имя с другими именами данного региона, Якоб Гримм предполагал, что Neha- в других словах используется как суффикс множественного числа женского рода (примеры: -nehis, -nehabus). Согласно одной из современных гипотез, Нехаленния имеет индоевропейское, но не кельтское и не германское происхождение, и относится к культуре так называемого северо-западного блока.

## Изображения

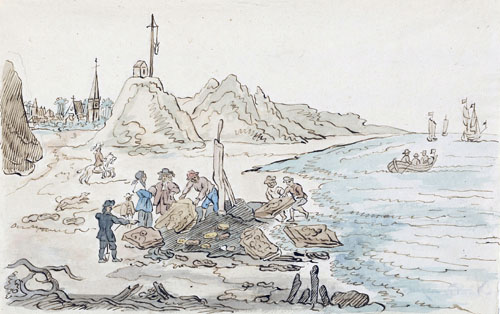
Открытие храма Нехаленнии в Домбурге

Нехаленнию почти всегда изображают с морскими символами и большим смирным псом у её ног. На вотивных камнях она изображается с корзиной яблок, иногда со скипетром в руках. На некоторых изображениях она стоит одной ногой на корабле или держит в руке весло. На некоторых дарах Нехаленнии обнаружены надписи с просьбой обеспечить безопасный путь через Северное море.